# Teddybärenvirus
Das Teddybärenvirus ist ein Hoax aus dem Jahre 2002. 

## Hintergrund
Die Falschmeldung behauptet, dass die Datei JDBGMGR.exe ein Computervirus sei und daher gelöscht werden sollte. Tatsächlich gehört diese Datei, deren Icon ein grauer Teddybär (auch bekannt unter dem Namen „Microsoft-Bär“) ist, zum Microsoft Internet Explorer und enthält den Microsoft Debugger Registrar for Java.
Gelegentlich ist der Hoax auch mit anderen Dateinamen im Umlauf, dazu gehört meist die Datei SETDEBUG.EXE, da sie das gleiche Icon verwendet. Viele Computerbenutzer finden diese Dateien suspekt, da sie ein für Systemdateien eher „untypisches“ Icon besitzen.
In den Hoax-Mails hieß es, das Virus würde sich erst nach 14 Tagen aktivieren, und dann das System beschädigen. Außerdem könne das neuartige Schadprogramm auch nicht von Antivirus-Programmen gefunden werden. Ein weiterer – typischer – Bestandteil der Hoax-Mail war die Aufforderung, dass man die Warnung an all seine Kontakte weiterleiten solle.
Da es sich bei der angeblichen Malware um eine eigenständige und ausführbare Datei handelt, wäre das angebliche Schadprogramm genaugenommen ein Computerwurm und kein Virus. Die ungenaue Verwendung des Begriffs „Virus“ war im Jahr 2002 in der Presse aber als Gattungsname für alle Arten von Malware üblich.

## Auswirkungen des Hoax
Von Problemen, die durch das Löschen der JDBGMGR.exe entstehen könnten, sind in der Regel nur Java-Entwickler (Microsoft Visual J++ v1.1) betroffen.

## Vorgeschichte
Wahrscheinlich wurde dieser Hoax von dem Virus W32/Magistr ausgelöst. Dieser infiziert Systemdateien (darunter auch die JDBGMGR.exe) und verschickt diese dann, allerdings mit leicht verändertem Dateinamen, per E-Mail. Zuvor wurde auch schon vor Dateien mit anderen Symbolen, wie zum Beispiel SULFNBK.EXE oder UPWIZUN.EXE, gewarnt. Als tückisch erwies sich in diesem Fall, dass ein echtes Virus namens Magistr.A sich tatsächlich auf die SULFNBK.EXE als Wirtsdatei spezialisiert hatte.